# Hrvatska straža (Varaždin)
Hrvatska straža je bio hrvatski tjednik iz Varaždina. 
Izašao je prvi put 18. prosinca 1885., a prestao je izlaziti veljače 1890. godine. Uređivali su ga Ivan Orešković, Higin Dragošić, Milan Blažinčić, Ferdo Majerhofer i August Beck.